# Rue Basse (Paris)
Ne doit pas être confondu avec Rue Basse-des-Carmes.
Pour les articles homonymes, voir Rue Basse.
La rue Basse est une voie piétonne souterraine située dans le 1er arrondissement de Paris, en France.

## Situation et accès
La rue Basse est une voie située entre la place Carrée d’une part et la place Basse et la rue des Bons-Vivants, d’autre part, au niveau – 3 du secteur Forum Central des Halles du Forum des Halles.

## Historique
Cette voie a été créée lors de l’aménagement du secteur Forum Central des Halles du Forum des Halles.
La rue Basse a été dénommée par l’arrêté municipal du 18 décembre 1996.

## Pour approfondir